# 宮城県における花競馬
宮城県における花競馬（みやぎけんにおけるはなけいば）では、宮城県で開催された花競馬の歴史ついて記述する。

## 花競馬とは
花競馬とは、19世紀末頃から20世紀中頃の間に行われていた草競馬を指す。目的は神社奉納や町興しである事が多かった。花競馬は宮城県に限らず日本各地の自治体で開催されており、宮城県では特に県北方面で盛んであった。
その起源と終焉を特定する事は難しいが、宮城県で記録が見られるようになるのは明治20年代頃、逆に記録が見られなくなるのは昭和30年頃である。この明治20年代～昭和30年代の間に宮城県では実に延べ20ヶ所を超える地域で花競馬が開催されていた。多くは神社や町の広場を使っての開催であったが、中には常設の競馬場を有している所もあった。
騎乗の技術は、残されたわずかな写真資料にモンキー乗りで騎乗している騎手が写されている事から、かなり高いレベルにあったと推認される。入着の対価は賞金や賞品であった。馬券発売については、あくまでも私的団体が開催する競馬であるため認められなかった。
当時は娯楽が少なかった事もあって数万人の人出を集める事もあったが、開催の是非がその年の豊作凶作等に大きく左右される等、不安定であった。又、当時の公認競馬を開催していた宮城県産馬畜産組合が遺した事績書「宮城県産馬要覧」には、「（宮城県産馬畜産組合は）若干の補助金をだして、花競馬を助成していた」とある。

## 花競馬場一覧
以下は記録に見られる、宮城県花競馬の一覧である。記録に残らなかったものや、未発見のものも含めると、その数は更に多くなる。

### （初代）仙台競馬場
1889年（明治22年）5月、仙台の青葉神社（1874年（明治7年）創建）の門前南東に開場された仙台競馬場は、青葉神社の祭礼に合わせて競馬開催を行っていたが、主催は仙台競馬会社であり、競馬の見物料を収入源とした法人興業であり花競馬とは趣を異にしていた。
しかし、その事業が失敗に終わると1892年（明治25年）からは神社奉納のために競馬が行われるようになり（＝花競馬の開催）、1895年（明治28年）には「奉納臨時競馬事務所」が設立された。
競馬は賑わっていたとされる。
仙台競馬場の明確な終焉時期は未特定であるが、遅くとも、仙台宮城野原競馬場で競馬が開催され、公認競馬が芽吹いた1911年（明治44年）には既に閉鎖されていたと考えるのが妥当であろう。
当競馬場の跡地には、1922年（大正11年）10月6日に仙台軌道（仙台鉄道）・通町駅が設置されているため、この時期には閉鎖されていたことが分かっている。

### 石巻の花競馬
石巻市史によれば、1913年（大正2年）に鰐山（現在の配水池の西面）の傾斜地において花競馬が行われ、近村から農馬や挽馬の出場があったという。
1915年（大正4年）には牡鹿郡蛇田村（現・石巻市）に石巻競馬場が設置され、花競馬の他にも宮城県産馬畜産組合による公式競馬も行われるようになった。

### 鹿又競馬会
1918年（大正7年）9月2日付け河北新報には、桃生郡鹿又村四ツ谷青年会主催のもと、8月26日に鹿又村梅木谷地（現・石巻市河南地区）において競馬会を開催し3000余名の盛会を呈したとある。
また、1931年（昭和6年）9月5日付け河北新報には、鹿又村字層波の神部落競馬会が、村内の北上川河畔の広場で近日花競馬を開催するために準備中であるとの記事が見られる。

### 龍ノ口神社奉納競馬
1924年（大正13年）5月2日付け河北新報には、桃生郡前谷地村（現・石巻市河南地区）の村社・龍ノ口神社の春季例祭が4月29日に行われ、それに併せて社前の江合川河畔にある田村ヶ原馬場において、奉納競馬大会を開催したとある。「本年が30周年である」との記述があるため起源は1894年（明治27年）にまで遡ることが出来る。
また、1930年（昭和5年）5月14日付け河北新報記事によると、田村ヶ原馬場は臨時競馬場であり、この程度の施設では騎手や観衆も満足できないので、多額の予算を投じて大競馬場として一新し、来る5月20日に記念競馬大会の挙行を計画している旨が報じられている。

### 岩ヶ崎の花競馬
1925年（大正14年）5月1日付け河北新報には、岩ヶ崎競馬会が宮城県産馬畜産組合の補助を受け、5月10日に栗原郡岩ヶ崎町（現・栗原市栗駒地区）の岩ヶ崎競馬場において花競馬を開催する予定であるとの記事がある。この時の観覧料は大人が15銭、小人5銭であった。
なお、岩ヶ崎競馬場では1924年（大正13年）10月、1926年（大正15年）5月、そして、1927年（昭和2年）5月に宮城県産馬畜産組合による公式競馬も行われている。

### 色麻の花競馬

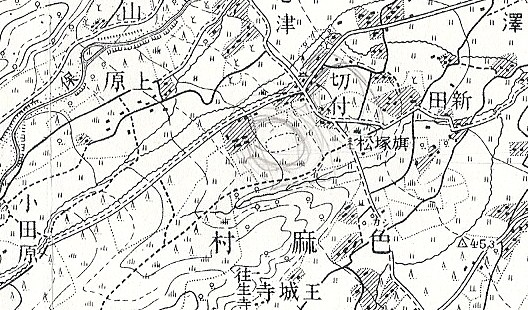
昭和初期の色麻一帯の管内地図。中央に見える楕円形の円が色麻競馬場と思われる。

色麻町史によると、大正末期から昭和初期にかけて加美郡色麻村（現・色麻町）切付にある種馬所構内の色麻競馬場（切付競馬場とも言った）で桜の花が咲く頃に花競馬を行ったとある。
また、色麻文化財愛好会が発行した「色麻の語り草」によると、色麻競馬場は一周2000m、走路幅25m、3日間で延べ1万人を集めたという。昭和初期の色麻村一帯の管内図には切付付近に大きな楕円形が描かれており、これが色麻競馬場と思われる（写真参照）。
色麻競馬場では1924年（大正13年）5月、1925年（大正14年）5月、1926年（大正15年）5月、1927年（昭和2年）4月に宮城県産馬畜産組合による公式競馬が行われている。

### 新月村の競馬大会
1929年（昭和4年）11月20日付けの河北新報には、11月17日午前10時より本吉郡新月村（現・気仙沼市）の仁右衛門原で新月村競馬大会が開催され、出走頭数は少なく競走は5レースしかなかったものの、本吉郡気仙沼町（現・気仙沼市）方面よりの人出が多く、8000余人が集まったとある。

### 大谷村花競馬

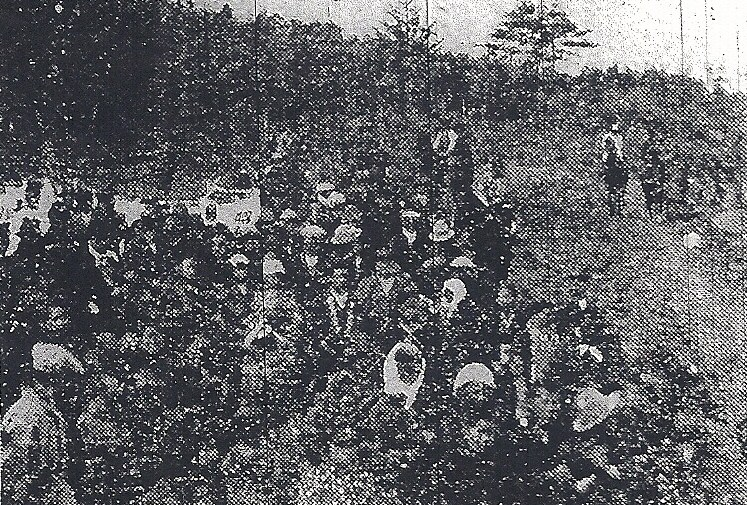
大谷村の花競馬。昭和5年4月14日付河北新報に掲載された写真

1930年（昭和5年）4月14日付け河北新報には、大谷村花競馬の写真が掲載されている。「初日の賑わひ」とあるので連日の開催であったようだ。

### 塩釜競馬会
1930年（昭和5年）4月28日の河北新報には、東塩釜停留所馬場において塩釜畜産奨励会主催の春季競馬大会が4月26日～4月28日の間行われているとの記事がある。26日の人出は1000人、28日は優勝競走があるので、人出は更に増える見込みであると報じられている。

### 鹿島台の秋季花競馬
「小牛田の町の物語」には、1930年（昭和5年）9月25日付けの河北新報に、志田郡鹿島台村（現・大崎市）の秋季花競馬大会が11月1日、2日に鎌巻成瀬グラウンドで開催される見込みとの記事があると記述されている。

### 小牛田花競馬

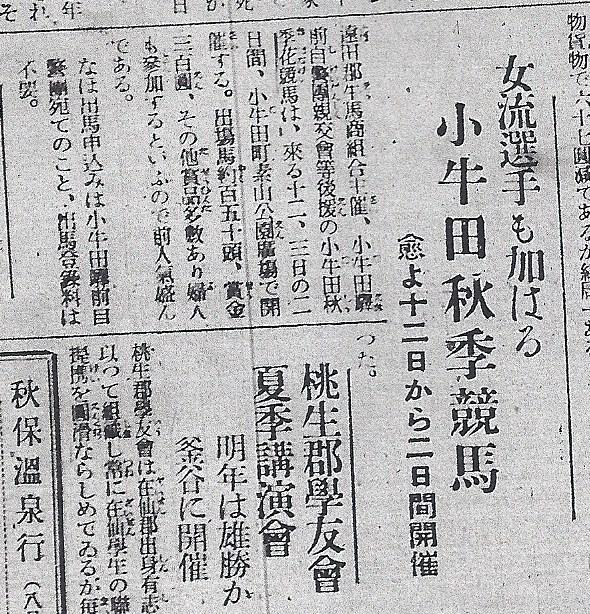
小牛田の花競馬を伝える記事。昭和6年9月6日付河北新報

小牛田競馬場の馬券売場で働いていた経験を持つ安西定雄が著した「小牛田の町の物語」には、1930年（昭和5年）8月20日に素山公園において花競馬が開催されたとの記述がある。素山公園の東側の広場は一周400mの馬場、忠魂碑の南側の桜岡を観覧席とした。賞金はなく、地元商店から協賛寄贈された酒類や鍋、釜といった賞品が出されたという。観客は2000人ほどであった。
また、1931年（昭和6年）9月6日付けの河北新報には遠田郡牛馬商組合主催主催で9月12日、13日の2日間、素山公園広場で花競馬を開催するとの記事がある。賞金総額300円その他商品、出場馬約150頭、様式は正式な競馬に準ずる、入場券は20銭、女流騎手の参加があると記述されている。この素山公園での花競馬が、1932年（昭和7年）の小牛田競馬場誘致の布石となったとの事である。
また、「競馬は小牛田町の地主斎藤慎七・沼津秀男らが中心になって主催され、数回行われたにすぎなかったが、駅前西南部の畑地を会場にあてさかんな人手でにぎわった」とされる。

### 涌谷の花競馬
1931年（昭和6年）9月9日付け河北新報記事には、遠田郡愛馬会が涌谷町内の江合川沿岸の馬場用地を整地のうえ、9月15日の県社・黄金山神社祭典の際に花競馬を挙行する予定との記述がある。この開催には、米国で花形女性騎手として名高いという涌谷出身の鎌田女流騎手が参加すると報じられている。
この競馬が余程の大盛況に終わったのか、早速翌10月には涌谷町上谷地に一周800mの競馬場が建設され、11月1日から3日間に東北6県と北海道より出走馬を募り大競馬会が開催される事となった。この開催は賞金総額が1000円と、花競馬としては破格のものであった。出走馬136頭の中には山形のショウリュウ、青森の第三イルランド、グレース、福島のイナミ、北海道のオーシャン、宮城のナルコー、ヤングマン、第二タマツル、第八オンセン、ミスホンビーム、マツノイといった各地で優勝経験もある名馬が集まると報じられている。これは花競馬としてはかなりのレベルの高さであり、一月前の10月上旬に石巻競馬場 (水押)で開催された公式競馬で、開催一日目の第10レースを第八オンセンが優勝し、開催二日目の第9レースをミスホンビーム、第10レースをナルコー、第11レースをヤングマンがそれぞれ優勝し、開催三日目の11レース内国産馬優勝決定競走ではショウリュウが優勝している事が確認されている。開催結果を報道する記事は見当たらない。
なお、「小牛田の町の物語」には、涌谷で上記の競馬会が開催されたのは「昭和5年11月である」と記述されているが、それは著者が河北新報の記事の日付を誤認した事による誤りである。
他、1932年（昭和7年）4月30日の河北新報記事に、5月1日に涌谷大橋下の遠田愛馬会調馬場にて、涌谷神社奉納花競馬を行う予定であるとの記述がある。

### 登米町競馬会

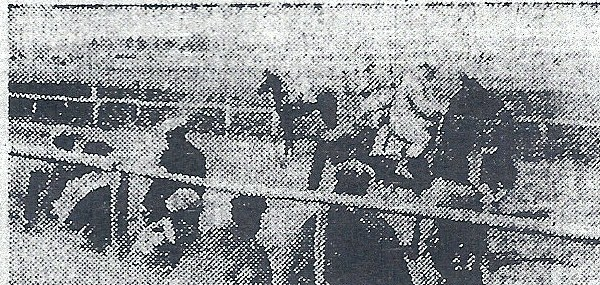
河北新報に掲載された昭和8年4月17日の登米町競馬会の光景。第3競走の発走前のものである。特筆すべきは騎手がモンキー乗りをするために鐙革を短くしている事である。

1933年（昭和8年）4月19日付けの河北新報には、登米町（現・登米市）雉田原の幼駒運動場にて4月17日と18日に第一回目となる競馬会が開催され、相当な賑わいをていしたとある（写真参照）。

### 気仙沼競馬会

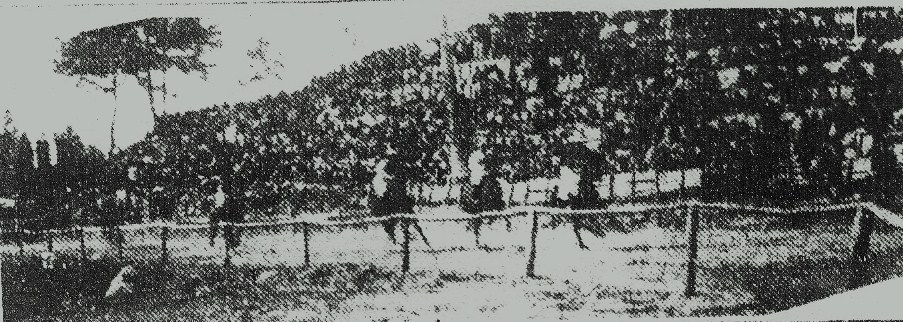
昭和9年4月30日の河北新報に掲載された気仙沼春競馬の写真

1934年（昭和9年）4月30日付けの河北新報には、4月28日に本吉郡気仙沼町（現・気仙沼市）の中納言原競馬場で、第一回目となる競馬が開催されたとある。午前8時の開場と同時に観客がつめかけ、第一競走発走時刻の10時には場内は満員であったという。数千人の観衆があつまったとある（写真参照）。

### 若柳の花競馬

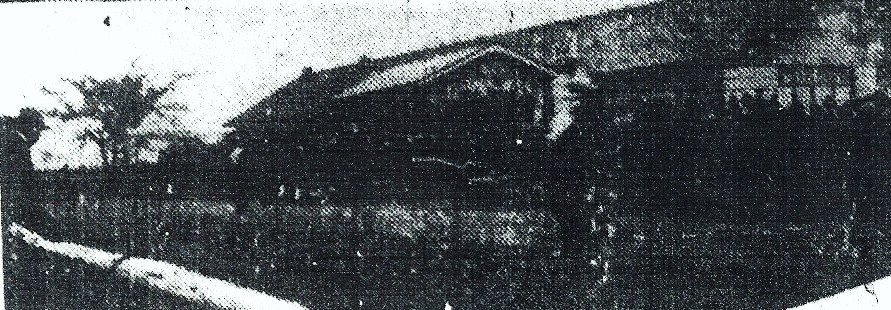
昭和9年4月30日の河北新報に掲載された若柳町花競馬の写真

若柳町史によれば、明治41年旧8月12日、北辰神社の祭礼に合わせて競馬が開催され、372頭出馬、3万人の見物人を集めたとある。競馬場はコース幅約11m、距離約650mだったという。
1934年（昭和9年）4月30日付けの河北新報には、4月28日に、若柳北辰愛馬会の幼駒運動場が落成した記念に花競馬大会を、同幼駒運動場で行ったとある。参加頭数は25頭、晴天に恵まれて1万人の観衆が訪れたという（写真参照）。
また、若柳町史には1948年（昭和23年）に競馬協会が発足したとある。現存する若柳競馬協会参考書類綴には、昭和23年10月31日付競馬開催要領として、「戦争によって中止していた当町自慢の花競馬を復活させ、明朗なスポーツ精神を喚起するため」の復活開催との旨が謳いこまれ、年2回以上の開催を目指すとされた。競馬場は栗原郡若柳町字片町（現・栗原市）に設置された。この開催が継続的か断続的か、またいつまで続いていたのかは分からないが、少なくとも、1957年（昭和32年）春季に若柳春競馬が開催された事を示す資料（レース番組表）が現存する。

### 佐沼の競馬
若柳競馬協会参考書類綴に、1949年（昭和24年）4月24日に登米郡競馬会主催で佐沼競馬を大網野地（現・登米市迫町佐沼字大網）で開催するとある。

### 蒲生の競馬場

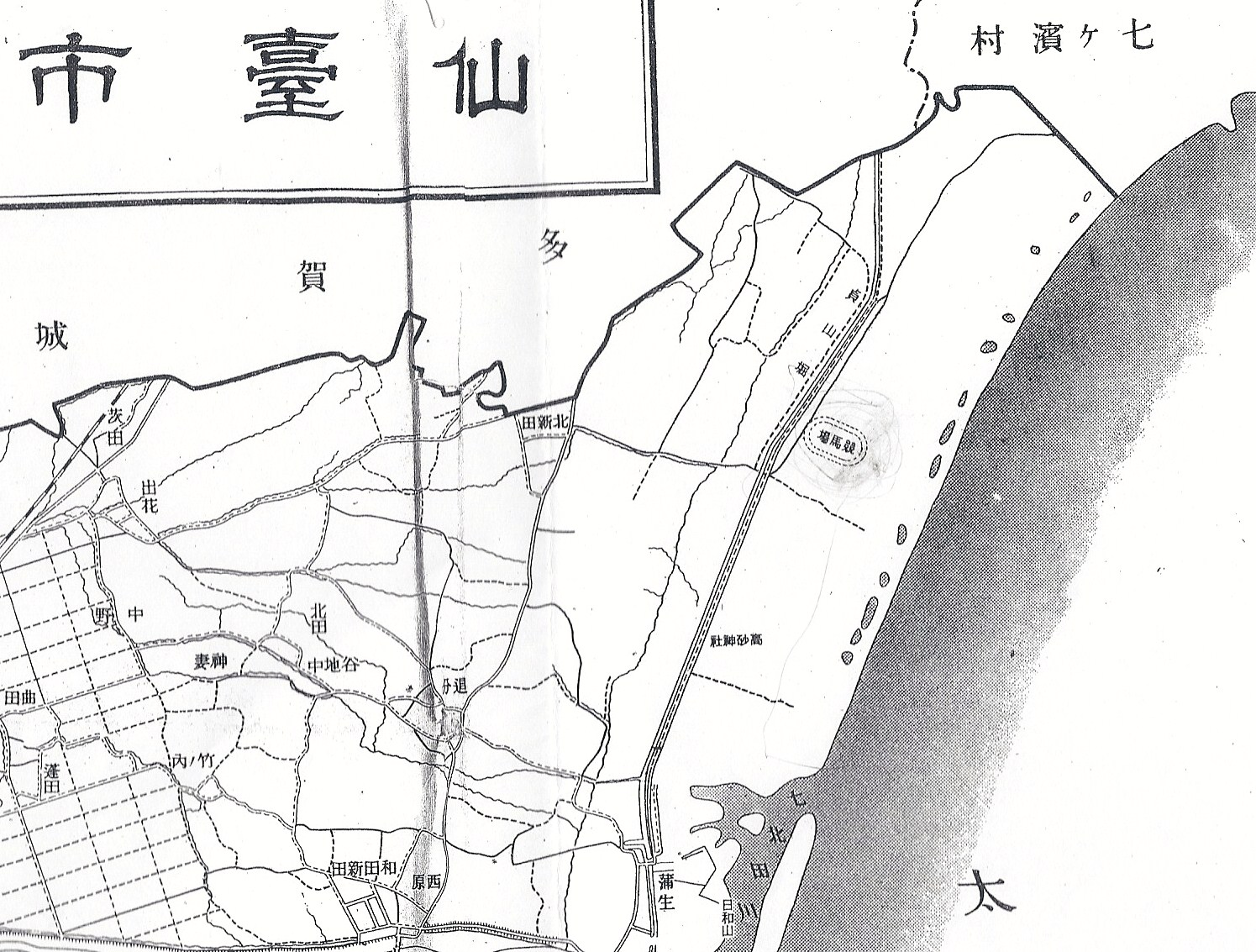
昭和20年4月の仙台市街地図に表記されている高砂村蒲生の競馬場。

競馬開催の記録は見つからないが、1945年（昭和20年）4月の仙台市街地図の蒲生付近に競馬場が表記されている（現在は仙台港の埠頭となり海面となっている地点）。一周は800m程度、同じ地図に描かれている仙台競馬場 (長町)が通常の線で描かれているのに対し、蒲生の競馬場は点線で描かれている（写真参照）。
仙台宮城野原競馬場が廃止になった後、公式競馬を行う競馬場の設置を高砂村蒲生で検討しているとの記事が河北新報に報じられている（最終的には蒲生ではなく広瀬村に愛子競馬場を設置）。また、当時の公式競馬を行っていた団体である宮城県産馬畜産組合が遺した事績書にも、蒲生で花競馬が行われていた事が記述されている。その後、1951年（昭和26年）の地図にも競馬場の表記がされている。

### その他
当時の公式競馬を行っていた団体である宮城県産馬畜産組合が遺した事績書「宮城県産馬要覧」に、花競馬を行っていたとの記述がある地区には以下のようなものがある。
- 登米郡豊里村（現・登米市）
- 登米郡赤生津村（現・登米市）
- 登米郡南方村（現・登米市）
- 黒川郡大松澤村（現・大郷町）
- 高石